# Shiga (prefectuur)
De prefectuur Shiga (Japans: 滋賀県, Shiga-ken) is een Japanse prefectuur in de regio Kansai op Honshu. Shiga heeft een oppervlakte van 4017,36 km² en had op 1 maart 2008 een bevolking van 1.396.478 inwoners. De hoofdstad is Otsu.

## Geschiedenis
Voor de invoering van de prefecturen stond Shiga bekend als de provincie Omi.

## Geografie
Shiga wordt begrensd door de prefecturen Fukui in het noorden, Gifu in het oosten, Mie in het zuidoosten en Kioto in het westen.
Shiga wordt geografisch verder onderverdeeld in Kohoku (ten noorden van het meer), Kosei (ten westen van het meer), Koto (ten oosten van het meer), en Konan (ten zuiden van het meer).
Het Biwameer, het grootste meer van Japan, bevindt zich in het centrum van de prefectuur. Het meer maakt 1/6 van de oppervlakte van Shiga uit.

### Zelfstandige steden (市) shi
Er zijn 13 steden in de prefectuur Shiga.
- Higashiomi
- Hikone
- Koka
- Konan
- Kusatsu
- Maibara
- Moriyama
- Nagahama
- Otsu (hoofdstad)
- Omihachiman
- Ritto
- Takashima
- Yasu

### Gemeenten (郡 gun)
De gemeenten van Shiga, ingedeeld naar district :
| District | Gemeenten              |
| -------- | ---------------------- |
| Echi     | Aishō                  |
| Gamō     | Hino - Ryūō            |
| Inukami  | Kōra - Taga - Toyosato |

### Fusies
(Situatie op 9 juli 2010) 
Zie ook: Gemeentelijke herindeling in Japan
- Op 20 maart 2006 werd de gemeente Shiga van het District Shiga aangehecht bij de stad Ōtsu. Het district Shiga hield op te bestaan.
- Op 1 januari 2010 werden 6 gemeenten (Kohoku en Torahime uit het district Higashiazai en Kinomoto, Nishiazai, Takatsuki en Yogo uit het district Ika) aangehecht bij de stad Nagahama.De districten Higashiazai en Ika hielden op te bestaan.[1]
- Op 21 maart 2010 werd de gemeente Azuchi (District Gamo) aangehecht bij de stad Ōmihachiman.[1]